# 岡山市民歌
「岡山市民歌」（おかやましみんか）は日本の政令指定都市の1市で、岡山県の県庁所在地である岡山市の2代目市歌。
作詞・佐藤末治、作曲・中田喜直。

## 解説
岡山市が最初に制定した市歌は1931年（昭和6年）の「岡山市歌」（作詞・守時高樹、作曲・岡野貞一）である。しかし、この楽曲は岡山市で開催された陸軍特別大演習を記念して制定されたものであったため、同時期に制定された「仙台市民歌」や「福岡市歌」のような歌詞に大時代的な語句を含むものではないにもかかわらず、戦後はその制定経緯が市当局から忌避されて公的行事での演奏が取りやめとなった。
そのため、1959年（昭和34年）が岡山市の市制70周年に当たることを記念し、歌詞の一般公募を経て入選作に中田喜直が市からの依頼を受けて作曲を手掛けた2代目の「岡山市民歌」が1958年（昭和33年）4月に制定された。初代の「岡山市歌」と同じくビクターレコード（現在のJVCケンウッド・ビクターエンタテインメント）が柴田睦陸と川崎静子の歌唱によりレコード盤を製造しており、1979年（昭和54年）には市制90周年を記念して製作された愛唱歌「はばたく岡山」（作詞・壺坂輝代、作曲・野上義臣）および「緑と水の街」（作詞・十二村哲、作曲・遠藤実）の2曲と併せてソノシートが作られている。
2代目「岡山市民歌」は周辺市町村の編入合併と政令指定都市への移行を経てなお存続しているが、市のサイトでは紹介されていない。岡山市に関連するその他の楽曲としては、政令指定都市移行後の2012年（平成24年）に6月1日を「市民の日」と定めたことを記念し、市民愛唱歌（おかやまの詩）として中西圭三のプロデュースで「絆 -KIZUNA-」が作成されている。

## 岡山市へ編入された市町村の自治体歌
岡山市へ編入された市町村では、西大寺市（1969年編入、現在は東区の一部）が「西大寺市民歌」を制定していた。